# Sympetrum rubicundulum
Sympetrum rubicundulum is een libellensoort uit de familie van de korenbouten (Libellulidae), onderorde echte libellen (Anisoptera).
De wetenschappelijke naam Sympetrum rubicundulum is voor het eerst geldig gepubliceerd in 1840 door Say.